# Stauractis clavigera
Stauractis clavigera is een zeeanemonensoort. De anemoon komt uit het geslacht Stauractis. Stauractis clavigera werd in 1846 voor het eerst wetenschappelijk beschreven door Drayton in Dana. 